# خوديور يوسوفبيكوف
خوديور يوسوفكوفيتش يوسوفبيكوف (10 ديسمبر 1928 – 27 نوفمبر 1990) كان عالمًا سوفيتيًا ومنظم مشاريع ومعاهد علمية في بامير. كان عالمًا رائدًا قدم مساهمة كبيرة في تطوير العلوم البيولوجية، واتصل اسمه بوجه جديد لتنمية النباتات في المناطق الجبلية القاحلة والأراضي المرتفعة في منطقة بامير آلاي. كان أخصائيًا بارزًا في ميدان زراعة النباتات واستقدامها، واقتصاد المراعي، والدراسات الحراجية، وعلم النبات وتحسينه، كان أيضًا باحثًا ميدانيًا ممارسًا له منصبه في التعليم العالي، وأستاذًا جامعيًا. في عام 1968، طور نظامًا لتحسين الأعلاف الخضراء في وديان بامير آلاي التي تميزت من منظور المناطق الإيكولوجية والجغرافية والنطاقات عالية الارتفاع. نفذ أيضًا نظامًا للأعلاف اليابسة، واقترح أساليب لزراعة النباتات المفيدة في منطقة بامير في عام 1972. في الفترة بين عامي 1970 و1975، طور خوديور يوسوفبيكوف الخطة الرئيسية لإعادة بناء حديقة بامير النباتية. في سنة 1969، حصل على الدكتوراه في العلوم الزراعية.
في عام 1976، أصبح أكاديميًا في أكاديمية العلوم في جمهورية طاجيكستان الاشتراكية السوفيتية. في الفترة بين عامي 1962 و1969، كان مدير محطة بامير البيولوجية؛ وفي نفس الوقت في الفترة بين عامي 1965 و1990، كان رئيس مكتب قاعدة بامير، وفي الفترة بين عامي 1969 و1981، مدير معهد بامير البيولوجي لأكاديمية العلوم في جمهورية طاجيكستان الاشتراكية السوفيتية؛ وفي الفترة بين عامي 1981 و1986، رئيس المعهد الزراعي الطاجيكي التابع لوزارة الزراعة في الاتحاد السوفيتي؛ وفي الفترة بين عامي 1986 و1990، سكرتير أكاديمي للإدارة البيولوجية لأكاديمية العلوم في جمهورية طاجيكستان الاشتراكية السوفيتية. في عام 1989، كان عضوًا في هيئة رئاسة أكاديمية العلوم لجمهورية طاجيكستان الاشتراكية السوفيتية. فضلًا عن ذلك، كان شخصية حكومية وعامة، ورئيس المجلس العلمي لإدارة العلوم البيولوجية في أكاديمية العلوم في جمهورية طاجيكستان الاشتراكية السوفيتية، وعضو مجلس التنسيق في إدارة البيولوجيا العامة لأكاديمية العلوم في الاتحاد السوفيتي (1987-1990). كان أيضًا زميلًا في الجمعية الجغرافية للاتحاد السوفيتي منذ عام 1965، وعضوًا في مجالس عموم الاتحاد ومجالس آسيا الوسطى للحدائق النباتية للاتحاد السوفيتي (1972-1990)، وعضوًا في مجلس «الأساسات البيولوجية للاستخدام الرشيد للنباتات وحمايتها» التابع لأكاديمية العلوم في الاتحاد السوفيتي (1976-1990)، وعضوًا في مجلس «الأساسات البيولوجية لتنمية المناطق الجبلية في آسيا الوسطى» (1975-1990)، وعضوًا في مجلس الجمعية النباتية لجميع الاتحادات (1976-1990).

## سيرته

### نشأته ونشاطه العلمي
ولد خوديور يوسفبيكوفيتش يوسوفبيكوف في 10 ديسمبر 1928 في بيش، وهي قرية في منطقة دارموراخت الثانوية التابعة لمنطقة غورنو بدخشان ذاتية الحكم في في جمهورية طاجيكستان الاشتراكية السوفيتية لعائلة من الكولخوز (جماعة من المزارعين). كان يبلغ من العمر 10 سنوات عندما توفيت والدته. بعد الانتهاء من دراسة الصف السابع في قريته، عمل مزارعًا في كولخوز وعامل بناء للطرقات (1945-1946). في عام 1949، تخرج من مدرسة كيروف الثانوية في خاروغ، وفي الفترة بين عامي 1949 و1954، درس في المعهد الزراعي الطاجيكي. بدءًا من عام 1954، بدأ نشاطاته العلمية في حديقة بامير النباتية، حيث عمل تحت إشراف أناتولي جورسكي وأجرى أبحاثًا حول دمج وتطوير الرمال والكتل الحصوية في مقاطعة إيشكاشيم، فضلًا عن عمله على تطوير مجموعات مشاتل إنتاجية في حديقة بامير النباتية. ي عام 1956، أجرى خوديور يوسوبيكوف تجاربه الأولى على تطوير المراعي الصحراوية في غرب بامير.

### معهد علم النبات التابع لأكاديمية العلوم في جمهورية طاجيكستان الاشتراكية السوفيتية
في عام 1957، بدأ يوسوفبيكوف دراسته ما بعد الجامعية في معهد علم النبات التابع لأكاديمية العلوم في جمهورية طاجيكستان الاشتراكية السوفيتية في مدينة دوشانبي تحت إشراف الأستاذ إيفان تساتسنكين (موسكو، معهد ويليامز يونيون للأعلاف) وواصل بحثه حول تطوير المروج للأراضي الجبلية المهجورة (المنحدرات) في غرب بامير. بعد تخرجه من المعهد، واصل العمل هناك كعامل علمي مبتدئ. في أثناء عمله على إجراء مزيد من الدراسات في بامير، بدأ أولى تجارب تحسين المراعي في المناطق الوسطى من طاجيكستان (كوندارا ورانجونتاي). خلال تلك السنوات، صاغ خوديور يوسوفبيكوف وأثبت طرقًا لتشكيل أراضٍ زراعية ذات إنتاجية عالية من خلال أنواع مختلفة من أنظمة الري لغرس الأعشاب الخضراء دون التسبب باضطراب في الغطاء النباتي الطبيعي. كانت نتائج تلك الدراسات والاختبارات التي أجريت نطاق الإنتاج الزراعي في منطقتي شوغنان وإشاكسيم أساس رسالة الماجستير التي دافع عنها في عام 1961.

### محطة بامير البيولوجية التابعة لأكاديمية العلوم في جمهورية طاجيكستان الاشتراكية السوفيتية في الشيشان بالقرب من مرغاب
في الفترة 1962-1969، شغل منصب إدارة محطة بامير البيولوجية لأكاديمية العلوم في جمهورية طاجيكستان الاشتراكية السوفيتية، في موقع شيشكتي (3860 متر فوق مستوى سطح البحر) بالقرب من مرغاب-بامير الشرقية، وفي الوقت نفسه في عام 1965، انتخب رئيسًا لمكتب قاعدة بامير التابع لأكاديمية العلوم لجمهورية طاجيكستان الاشتراكية السوفيتية.
خلال فترة العمل في المحطة النباتية، أطلق العمل التجريبي بشأن تحسين المراعي وحقول القش في مقاطعة بدخشان الجبلية ذاتية الحكم (غورنو بدخشان)، وكذلك وادي آلاي في منطقة كيرغيز الجنوبية الشرقية. تحت قيادته في محطة بامير الحيوية في عام 1964، تم إنشاء ثلاثة مختبرات:
- الفسيولوجيا والكيمياء الحيوية للنباتات؛
- استقدام النباتات؛
- علم الأحياء التجريبي.

اكتسب نشاط البحث العلمي للمحطة الحيوية (بداية ظهور القدرات العلمية والتنظيمية لخوديور يوسوفبيكوف) طابعا معقدًا. هناك، جنبًا إلى جنب مع القضايا الفسيولوجية الإيكولوجية والكيمياء الحيوية للنباتات التي بدأها البروفيسور أوليغ زالينسكي، أجريت دراسات أخرى على علم توزيع النباتات وتحسينها، ودراسات التربة، والكائنات الدقيقة، وعلم المناخ، وقضايا زراعة المحاصيل في بامير الشرقية. خلال سنوات عمله، زاد عدد الموظفين ونمى حجم البحث العلمي بشكل كبير، وهو ما كان له تأثير إيجابي على أنشطة المحطة الحيوية. وجدت المسارات التقليدية التي رسمها بافل بارانوف، وإلاريا رايكوفا، وأوليغ زالينسكي، وكيريل ستانيوكوفيتش استمرارًا في أنشطة خوديور يوسوفبيكوف.
خلال عمله في محطة بامير الحيوية، عزز خوديور يوسفبيكوف القاعدة المادية والتقنية للمحطة البيولوجية بالشاحنات والمعدات المختبرية والكواشف الكيميائية من أجل تحسين ظروف المسح الاستطلاعي في بامير، وواصل تحسين طرق إصلاح المراعي الصحراوية ومراعي السهوب في بامير آلاي، من خلال دراسة هيكل الغطاء النباتي، والظروف الطوبوغرافية والإيكولوجية للمراعي الجبلية العليا ضمن نطاق جغرافي متسع وعالي الارتفاع. نتيجة لذلك، وضع نظامًا لتحسين مناطق التغذية في بامير ووادي آلاي، مع التمييز بين المناطق الجغرافية البيئية ونظيرتها عالية الارتفاع، وعرض النتائج في أفرودة (مونوغراف) نشر في عام 1968.
في عام 1968، انتخب خوديور يوسوفبيكوف عضوًا مراسلًا في أكاديمية العلوم في جمهورية طاجيكستان الاشتراكية السوفيتية. في عام 1969، قدم خودويور يوسوفبيكوف الأفرودة (مونوغراف) بعنوان «تحسين المراعي والحقول في وادي بامير آلاي» لتكون أطروحته التي دافع عنها بنجاح (معهد وليامز لعموم الاتحاد السوفيتي للتغذية، موسكو)، للحصول على درجة الدكتوراه في العلوم الزراعية.